# Post po Breussu
Post po Rudolfu Breussu je 42-dnevni post z zelenjavnimi sokovi in čaji, ki naj bi po navedbah utemeljitelja, avstrijskega naturopata Rudolfa Breussa, ozdravil raka, medtem ko znanstvena medicina opozarja o nevarnosti Breussove metode prav pri rakavih bolnikih.
Post naj bi imel tudi ugodne preventivne učinke pri vnetju sklepov, osteoporozi, vnetju koljčnega sklepa. Uporabljamo ga lahko kot regeneracijsko kuro za ves organizem ter za izboljšanje krvi.

## »Celovita kura proti rakavim obolenjem«
V času posta se vsako jutro, opoldne in zvečer pije Breussov čaj za ledvice. Žajbljevega čaja lahko spijemo poljubne količine, prav tako zelenjavnega soka iz rdeče pese, korenčka (karotin), gomoljev zelene zaradi (fosfor), redkve in krompirjevega soka; slednji ni nujno potreben in je opcijski). Zelenjava mora biti sonaravno pridelana, v kolikor to ni mogoče, je naprodaj pripravljen sok Zmes zelenjavnih sokov po Breussu. Sok se pije večkrat na dan, pretežno v dopoldanskem času, po požirkih, spijemo lahko do 0,5l. 
Post se odsvetuje po operacijah. Če bolnik uživa kakšno drugo hrano, naj bi se ozdravitev zavlekla, uspeh bi bil vprašljiv. Med kuro so nesprejemljive injekcije in sevanja, sladkorni bolniki pa morajo še najprej jemati inzulin. Uspeh posta izostane pri bolnikih, ki so že bili obsevani in so jih zdravili z močnimi zdravili (telesne obrambne sile so uničene z močnimi kemičnimi snovmi). Poleg posta se svetuje veliko zmernega gibanja, meritev zemeljskega sevanja (morebitno prestavitev postelje), kadilci naj prenehajo s kajenjem. V času posta lahko izgubimo 5-15 kg. Pojavijo se lahko lakota, prekomerno znojenje, glavoboli, nespečnost, znižan krvni pritisk in pulz. Postijo se lahko tudi zelo suhe osebe, vendar krajši čas (5-10dni). Post nikakor ni indiciran pri bolnikih z oslabljenim imunskim sistemom, npr. pri rakavih bolnikih.

## Domneven mehanizem delovanja
Breuss je verjel, da rakave celice živijo le od beljakovin in ne morejo preživeti le z zelenjavnimi sokovi – in se torej uničijo s stradanjem. Mešanice sokov, čajev naj bi vsebovale vse elemente, ki so potrebni, da človek relativno dobro živi v 42 dnevih. Zaustavi se dovod beljakovin. Ker organizem brez teh ne more preživeti, začne najedati vse odvečne tvorbe v telesu, zatrdline, bule, škodljive obloge. Kri izvaja tako imenovano »operacijo brez noža«.
Pogosto se zgodi, da rakavi bolniki komaj preživijo le ob soku; mnogim se pri tej metodi sesuje imunski sistem, za tiste je vsaka pomoč prepozna. Breussovi pripadniki razlagajo tako, da bolnikom z manjšimi rakavimi tvorbami ali pa po operaciji, za razliko od večjih rakastih tvorb primanjkuje nadomestka za beljakovine. V takšnem primeru naj bi bilo pacientu dovoljeno zaužiti skodelico bistre čebulne juhe na dan.

## Učinkovitost
Breuss je trdil, da je ozdravil različne vrste raka pri tisočih ljudeh; o metodi je napisal knjižno uspešnico z naslovom Zdravljenje raka in levkemije ter drugih navidez neozdravljivih bolezni z naravnimi sredstvi, ki je pridobila večje število privržencev. Kljub množici osebnih izpovedi je strokoven pregled tovsrtnih trditev ugotovil, da je prav Breussov post med najbolj priljubljenimi alternativnimi terapijami raka, pri čemer ne obstaja noben zanesljiv dokaz o učinkovitosti, gotovi so le stranski učinki, predvsem nedohranjenost.